# パンのマーチ
「パンのマーチ」は、日本の歌。作詞：峯陽、作曲：小川寛興、歌：ペギー葉山、東京少年少女合唱隊。

## 概要
1969年12月 - 1月、NHK『みんなのうた』で紹介。文字通り「パン」を題材にした歌で、歌詞の中には、6000年前にパンがエジプトで誕生した事や、世界各国の「パン」の名称が歌われている。アニメーションは中原収一の担当。初回放送では「中国 パオピン」「メキシコ トルティーカ」だったのが、再放送からはそれぞれ「メンパオ」「トルティーヤ」と変えられた。なお1975年放送分では、映像と歌詞・歌がずれて放送されていた。
初回放送から4か月後の1970年4月 - 5月に初めて再放送され、その後も定期的に再放送されている。また、2006年8月31日にも「なつかしのみんなのうた」内において再放送された。

## 収録
CD（いずれもキングレコードより発売）
- 「みどりの星/パンのマーチ」（1994年）
- 「ペギー葉山のみんなのうた」（2012年　KICX-833）
- 「NHK みんなのうた 55 アニバーサリー・ベスト　〜6さいのばらーど〜」（2016年　KICG-485）

DVD
- 「NHK みんなのうた　第3集」（2011年）

### カバー
- 西六郷少年少女合唱団　1992年にfontecより発売された「低・中学年用クラス合唱曲集 うたえてのひら」に収録されている
- 山野さと子、中右貴久、森の木児童合唱団、ラティナ・キッズ　日本コロムビアから発売された「みんなのうた関連CD」で歌唱を担当している。